# Skye Blakely
Skye Blakely (Dallas, 4 de febrero de 2005) es una deportista estadounidense que compite en gimnasia artística. Ganó dos medallas de oro en el Campeonato Mundial de Gimnasia Artística, en los años 2022 y 2023, ambas en la prueba por equipos.

## Palmarés internacional
| Campeonato Mundial | Campeonato Mundial      | Campeonato Mundial | Campeonato Mundial   |
| Año                | Lugar                   | Medalla            | Prueba               |
| ------------------ | ----------------------- | ------------------ | -------------------- |
| 2022               | Liverpool (Reino Unido) | Medalla de oro     | Concurso por equipos |
| 2023               | Amberes (Bélgica)       | Medalla de oro     | Concurso por equipos |